# John Shearman
John Kinder Gowran Shearman (* 24. Juni 1931 in Aldershot; † 11. August 2003 in Lethbridge) war ein englischer Kunsthistoriker und Experte der italienischen Renaissance und des Manierismus.

## Leben und akademisches Wirken
John Shearman wurde als Sohn von Charles E.G. Shearman, eines Offiziers der British Army, und Evelyn Shearman (geb. White) geboren. 1951 nahm er das Studium der Kunstgeschichte am Courtauld Institute auf, wo er Seminare unter anderem bei Rudolf Wittkower und Ernst Gombrich besuchte, sich vor allem aber an Johannes Wilde (1891–1970) orientierte. Bei Wilde schloss er zunächst seinen Bachelor (1955) und anschließend auch seine Promotion (1957) über Developments in the Use of Colour in Tuscan Paintings of the Early 16th Century ab.
Unmittelbar nach seiner Promotion wurde Shearman eine Position als Lecturer am Courtauld Institute angeboten, 1967 wurde er ebendort Reader. In diesen und den Folgejahren verfasste er, unterstützt unter anderem durch Fellowships in Princeton, mehrere Standardwerke zu Künstlern wie Raffael und Andrea del Sarto und nicht zuletzt eine schmale, doch wegweisende und bis heute vielfach neu aufgelegte und in zahlreiche Sprachen übersetzte Studie zum Phänomen des italienischen Manierismus. Nach dem Rücktritt Anthony Blunts führte Shearman das Courtauld Institute mehrere Jahre als kommissarischer Direktor, bevor er 1979 einen Ruf an die Princeton University annahm. 1986/87 verließ er nach einer Kontroverse um das Tenure-Track-Verfahren eines Kollegen die Universität und nahm einen Ruf an der Harvard University an, wo er bis zu seiner Pensionierung 2002 verblieb. Er war seit 1976 Mitglied der British Academy und 1993 Mitglied der American Academy of Arts and Sciences.
Neben seiner akademischen Arbeit war Shearman oft aktiv an der Bewahrung und Restaurierung von Kunstwerken beteiligt, so beispielsweise nach der Überschwemmung in Florenz 1966 und als Berater im Rahmen der Restaurierung der Sixtinischen Kapelle, die 1994 abgeschlossen wurde.
John Shearman war dreimal verheiratet: Seine erste Ehefrau, Jane Dalrymple Smith, verstarb 1983, aus dieser Ehe sind vier Kinder hervorgegangen. Eine zweite Ehe mit Sally Roskill wurde geschieden, 1998 heiratete er die Kollegin und Mittelalter-Expertin Kathryn Brush. Er verstarb 2003 während eines Ausflugs mit Brush in Kanada an einem Herzinfarkt, als sein zweibändiges, monumentales Werk Raphael in Early Modern Sources 1483–1602 gerade in den Druckfahnen vorlag. Ein für Penguin Books begonnenes Projekt über die italienische Malerei des Quattrocentos hinterließ er als unvollendetes Manuskript.

## Werke (Auswahl)
- Andrea del Sarto. Clarendon Press, Oxford 1965.
- Masaccio’s Pisa Altar-piece: an Alternative Reconstruction. In: The Burlington Magazine, Bd. 108, 1966, S. 449–455.
- Mannerism. Penguin Books, London 1967.
- Raphael’s Cartoons in the Collection of Her Majesty the Queen, and the Tapestries for the Sistine Chapel. Phaidon, London 1972 (gemeinsam mit Michael Hirst und Johannes Wilde).
- The Vatican Stanze: Functions and Decorations. British Academy Italian Lecture 1971. Oxford University Press, London 1972.
- The collections of the younger branch of the Medici. In: The Burlington Magazine, Bd. 117, 1975, S. 12–27.
- Michelangelo: Six Lectures. Oxford University Press, London 1978.
- The Early Italian Pictures in the Collection of Her Majesty the Queen. Cambridge University Press, Cambridge 1983.
- Only Connect: Art and the Spectator in the Italian Renaissance. Princeton University Press, Princeton 1992.
- Raphael in Early Modern Sources 1483–1602. Yale University Press, Yale 2003.